# Pasta de Campania
La pasta de Campania es un alimento típico italiano, con difusión regional y nacional, basado en la sémola de trigo duro con agua de las laderas locales, y producido según las tradiciones desarrolladas en Campania a lo largo de los siglos. La región de Campania, junto con Sicilia y la ciudad de Génova, fue responsable de la extensa difusión de la pasta seca en toda Italia, al punto de que sus habitantes se ganaron el apodo de «mangiamaccheroni».
En Campania, los principales productores de pasta seca son las ciudades de Nápoles, Salerno, Benevento y sus provincias.
En cuanto a la pasta fresca se destacan las áreas de Irpinia y Cilento. La ciudad de la pasta por excelencia es Gragnano, cuyos productos de pasta están reconocidos como indicación geográfica protegida (IGP), y representan aproximadamente el 14 % de la exportación nacional del sector.

## Historia

### Los orígenes en Italia y en Campania
Las primeras huellas de pasta seca en Campania se remontan a finales del siglo XI, en Amalfi, gracias al fuerte comercio con el mundo árabe y Sicilia, del cual absorbió la cultura de secar la pasta. En pocos años la producción de pasta abarcó toda la  costa amalfitana para desarrollarse en particular en Minori, uno de los principales centros de producción de pasta seca en el Reino de las Dos Sicilias, gracias a la presencia de numerosos molinos alimentados por el agua del río que fluye a través del valle minorese.

### Difusión

Via dei Mercanti (Salerno), la principal vía de comercio salernitano hacia fines del Medioevo, donde en esa época había varias tiendas históricas dedicadas a la producción artesanal de pasta.

En el siglo XII, la pasta comenzó a extenderse lentamente a Nápoles y luego, entre 1400 y 1570, a Salerno, un período en el que la ciudad experimentó esplendor cultural y comercial (gracias a la corte antes de los Colonna, luego de los Orsini, y finalmente de los Sanseverino). Algunas pequeñas tiendas históricas de artesanos nacieron en Via dei Mercanti, Via delle Botteghelle y en el distrito de Fornelle. Sin embargo, la caída de 
Ferrante Sanseverino, en 1578, tuvo repercusiones económicas en la ciudad que ya no podían recuperarse. Mientras tanto, en Nápoles, la pasta se extendía cada vez más. En el mismo período, sin embargo, también en Gragnano aparecieron las primeras pequeñas fábricas de pasta artesanal que tuvieron más suerte que las de Salerno. Gragnano fortaleció su producción con la absorción de casi toda la manufactura amalfitana que se trasladó a la tierra de Gragnano.
Durante esos años, las clases pobres necesitaban suministros de alimentos para todo el año, así que, para satisfacer esa necesidad, en Gragnano nació y se intensificó un nuevo tipo de producción mecanizada, la de pasta trefilada, obtenida gracias a la invención local del torchio a vite, y hecha con granos de trigo duro molidos en la zona. Las tierras de Gragnano eran ideales para la producción de la pasta seca, gracias a su microclima compuesto por el viento, el sol y la humedad adecuada. En el siglo diecisiete, Nápoles fue golpeada por la hambruna y esto favoreció aún más la costumbre entre la población de utilizar pasta seca.

### El auge delsigloXIX

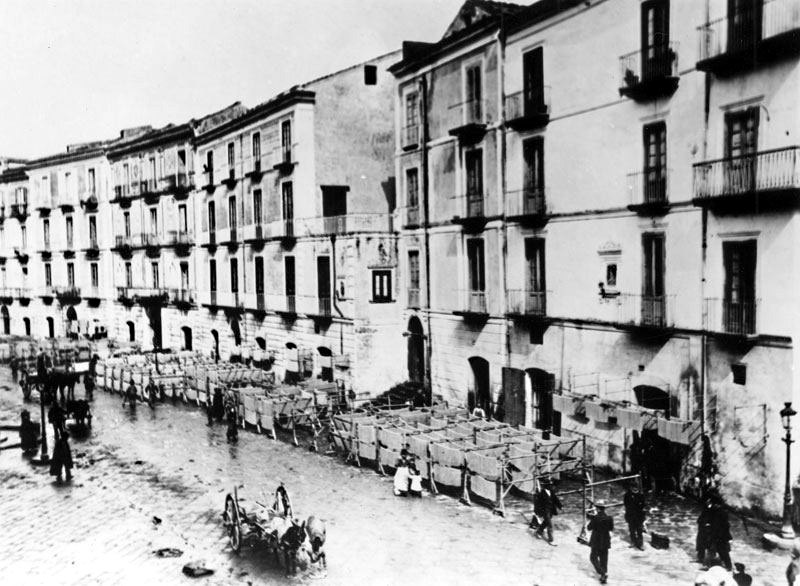
Via Roma, Gragnano (provincia de Nápoles), a fines del. Una imagen de pasta expuesta en la calle.

En la primera mitad del siglo XIX, la producción de pasta de Campania alcanzó un pico de producción entre Nápoles y las ciudades de Portici, Torre del Greco, Torre Annunziata y Gragnano; pero también en la ciudad de Salerno, y en parte de la costa de Amalfi. Zonas, estas, donde el clima favorecía el secado natural. En Nápoles, la pasta era tan amada que, el rey Umberto I, para facilitar el comercio de pasta, dio órdenes de construir un ferrocarril para conectar Gragnano directamente a Nápoles. En 1833, Ferdinando II di Borbone, inauguró la primera fábrica de pasta industrial napolitana. En 1845, otra vez Ferdinando II di Borbone, concedió a la pasta gragnanese el gran privilegio de proporcionar a la corte napolitana toda la pasta larga.
También en Salerno, en esos años, con el último príncipe de Salerno, Leopoldo di Borbone, nacieron las primeras industrias de pasta en gran escala. Antes de esa época, solo había muchas pequeñas tiendas artesanales que, entre 1578 y 1690, fueron azotadas en gran medida por la crisis de la ciudad y fracasaron.

## Fábricas de pasta

### Fábricas históricas de pasta

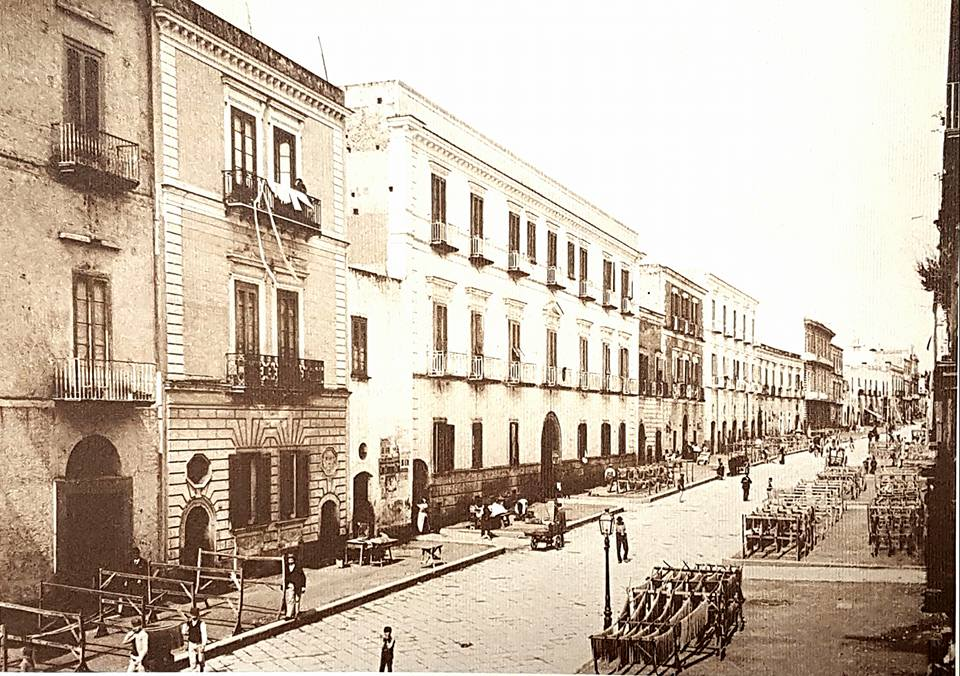
Torre Annunziata, fábricas de pasta alrededor de 1885.

##### Naples
En 1800 en Nápoles y su provincia se podían contar cientos de fábricas de pasta, muchas de las cuales todavía existen. Las más antiguas son casi todas de Gragnano y, en menor medida, de Torre Annunziata y Portici.
Las fábricas de pasta napolitana más grandes, antiguas y conocidas son Pastificio Voiello, fundada en Torre Annunziata en 1879, y Pastificio Garafalo, la fábrica de pasta napolitana más antigua y conocida, y que fue fundada oficialmente en Gragnano en 1920, aunque su nombre ya existía en 1789, cuando la ciudad de Gragnano obtuvo la licencia para la producción de pasta de alta calidad.
Pasta Voiello fue el patrocinador oficial de Napoli Calcio, de 1991 a 1994. Mientras que el segundo patrocinador del equipo es Pasta Garofalo, desde 2014.
En la ciudad de Nápoles y su provincia, había más de cincuenta molinos de agua, treinta de los cuales solo estaban presentes en Gragnano. Las ruinas de algunos de estos se pueden admirar en el valle de los Molinos de Gragnano.

##### Salerno
Las fábricas de pasta más importantes y más antiguas de Salerno y su provincia, que ya no están activas, fueron la fábrica de pasta Rinaldo (1800-1867), que más tarde se convirtió en Pastificio Rinaldo & Amato (1868-1957), y Pastificio Scaramella (1889-1955). También fueron importantes el Pastificio Fratelli Natella y el Pastificio Dini, estas tampoco existen más. El Pastificio Rinaldo & Amato estaba ubicado en un edificio en Corso Garibaldi y en el distrito de Calcedogna. Mientras que Pastificio Scaramella se ubicaba en Corso Vittorio Emanuele, y también entre la plaza de la vía férrea y la costa, que poseía un largo embarcadero para abordar directamente a través de lanzaderas (navette di raccordo) la pasta y la harina en barcos que navegaban hacia América.
En la ciudad de Salerno había cuatro molinos de cilindros, cada uno propiedad de las empresas antes mencionadas. Las primeras tres fábricas de pasta tenían una producción diaria de alrededor de mil quintales para granos blandos y duros, mientras que Pastificio Dini producía solo 250. De menor importancia, los molinos también estuvieron presentes en Giovi y Angellara, que solo funcionaban durante los períodos invernales. Fuera de la ciudad de Salerno, en las zonas de Minori, Amalfi, Vietri sul Mare, Pontecagnano Faiano, San Cipriano Picentino y en numerosos pueblos de Cilento, había otros molinos más pequeños.
A raíz de la presencia de fábricas de pasta como Rinaldo & Amato, Scaramella, Fratelli Natella y Dini, surgieron en Salerno numerosas tiendas de pasta de pequeña, grande y medio-grande dimensión.
La fábrica de pasta más grande de Salerno es el Pastificio Antonio Amato, nacido en 1958 de Pastificio Rinaldo & Amato. La fábrica de pasta Antonio Amato fue, de 1981 a 1992, el patrocinador oficial de la Salernitana. Desde 1999 también fue el patrocinador y proveedor oficial de la selección de fútbol de Italia campeona del mundo en 2006. Desde 2009, sin embargo, es también el patrocinador oficial de la selección nacional suiza de esquí.

##### Resto de Campania
Además de la ciudad y de las provincias de Salerno y Nápoles, se distingue la ciudad de Benevento con la histórica fábrica Rummo, fundada en 1846. En esa época el Pastificio Rummo contaba con el primer molino de la ciudad para la molienda del grano.
En el resto de la región no hay más fábricas de producción industrial de relevancia histórica y difusión nacional. En Irpinia (provincia de Avellino), como también en Cilento, la ausencia de industrias de pasta seca ha sido compensada por la presencia abundante de productores locales de pasta fresca artesanal, habiendo cientos de pequeñas tiendas dispersas por todo el territorio.
La ciudad de  Caserta posee pequeñas tiendas dedicadas de la producción de pasta. En los últimos años la actividad en esa ciudad ha ido en aumento con la creación de diversas empresas grandes y pequeñas dedicadas a la pasta. Además, en Marcianise, en la provincia de Caserta, desde 1973 han abierto establecimientos de la productora Voiello, después de que Barilla se hizo cargo de la gestión de la empresa.

## Estadísticas sobre plantas regionales de pasta
Campania, junto a Emilia Romagna y Lombardía, es una de las tres regiones más importantes de Italia en términos de número de fábricas de pasta. En las ciudades y provincias de Campania, los números totales de fábricas de pasta  son los siguientes:
| Ciudades y provincias    | Tiendas totales | Tiendas de pasta industrial | Tiendas artesanales |
| ------------------------ | --------------- | --------------------------- | ------------------- |
| Nápoles y su provincia   | 166             | 84                          | 76                  |
| Salerno y su provincia * | 149             | 82                          | 63                  |
| Avellino y su provincia  | 83              | 39                          | 49                  |
| Caserta y su provincia   | 78              | 35                          | 44                  |
| Benevento y su provincia | 41              | 25                          | 19                  |

- Comprende la subregión de Cilento con veintiún plantas de pasta, incluyendo catorce artesanales y ocho industriales.

## Tipos de pasta
En Campania hay una gran variedad de pasta, y la producción de pasta seca es realizada exclusivamente con harina de sémola de trigo duro. La pasta campana está disponible en diferentes formatos: largo o corto, tradicional o más imaginativo. Las variedades de pasta que caracterizan la producción campana son:

### Pasta larga
- Spaghetti (en la guitarra o con la curva)
- Vermicelli (con curva u agujeros)
- Fusilli (agujeros largos o agujeros en bronce)
- Linguine
- Ziti largos
- Bucatini
- Mafaldine
- Mista lunga
- Ferrazzuoli
- Velas largas

### Pasta corta
- Scialatielli
- Paccheri (o mezzi significa)
- Mezze  bolígrafos a rayas
- Mezzi Rigatoni
- Penne zite
- Calamari
- Sedani
- Millerighe (o mezze millerighe)
- Fusilloni
- Mezzi Borbardoni
- Tortiglioni
- Helicoidal
- Casarecce
- Occhi di lupo
- Pennoni
- Canneroni
- Maccheroncelli
- Pennette
- Tubetti a rayas
- Gnocchi napolitanos
- Taccozzette
- Vesuvio
- Corone di bronzo

### Pasta horneada
- Canelones
- Caccavelle
- Lumaconi
- Conchiglioni
- Fettuccine

### Pasta laminada
- Farfalle

## Curiosidad
La rugosidad de la superficie de la pasta es importante. Una capa exterior áspera retiene la salsa, lo que hace que el contacto con el paladar sea más agradable. La aspereza cambia en relación con las técnicas o herramientas de producción.
Las pastas ásperas más estimadas son:
- pasta hecha a mano
- pasta trefilada con láminas de bronce
- pasta laminada
- pasta de horno
- pasta de nido